# Pedro Calungsod
Pedro Calungsod (* um 1654 auf den Visayas, wahrscheinlich in Cebu, Philippinen; † 2. April 1672 auf Guam, heute Vereinigte Staaten) war ein philippinischer Laienkatechet und Märtyrer der katholischen Kirche. 
Pedro, über dessen Leben vor seiner Missionsarbeit wenig bekannt ist, wurde an einer Jesuitenschule erzogen. Ab 1668 begleitete Pedro als Katechet Jesuiten auf einer von der spanischen Regentin Maria Anna von Österreich finanzierten Reise, um die Inselgruppe Marianen zu missionieren. 1672 wurden er und sein Gefährte von einem Häuptling der Chamorro auf der Insel Guam getötet, weil man gegen dessen Willen seine Tochter taufte. Angeblich hatte Pedro die Chance zu fliehen, doch er wollte stattdessen bei seinem Begleiter bleiben. Nach dem Mord wurde seine misshandelte Leiche ins Meer geworfen. 
Papst Johannes Paul II. sprach ihn am 5. März 2000 selig. Papst Benedikt XVI. hat ihn am 21. Oktober 2012 heiliggesprochen.